# Ліптит

Ліптит. Простежуються мікрошари ліптиніту, який переважає: а) кам'яне вугілля Львівсько-Волинського басейну. Мегаспори. Відбите світло. Імерсія. б) Антрацит. Донецький басейн. Скупчення шарів мікроспор і мегаспора. Відбите поляризоване світло. Стан згасання. Шкала 0,02 мм. Фото Г.П.Маценко

Ліпти́т (рос. липтит, англ. liptite, нім. Liptit m) — мономацеральний мікролітотип, що містить мінімум 95 % (за об'ємом) мацералів ліптинітової групи.

## Історія терміна
Термін введений Амосовим (1956 р.). З 1962 р. прийнятий Міжнародним комітетом з петрології вугілля і органічної речовини (МКПВОР) для позначення мікролітотипу, що складається, в основному, з мацералів ліптинітової групи. У залежності від особливого ліптинітового мацералу, утворюючого ліптит, можливе точніше визначення, напр.: «спорит» (Потоньє, 1910 р.), кутит, алгіт і т. д.
Походження слова: «lipos» (грецьк.) — жир, мастильне масло.

## Фізичні та хімічні властивості
Фізичні та хімічні властивості ліптиту відповідають ліптинітовим мацералам-складникам.

## Залягання
Ліптит є рідкісним мікролітотипом у вугіллі низької і середньої стадії вуглефікації. Відносно типовими є:
- 1) спорит, що походить від стиснутих спорангій, дуже великих мегаспор в палеозойському вугіллі (наприклад, в підводних відкладах інтракратонної западини Пранья (Корреа да Сільва і Маркес-Тойго, 1985 р.);
- 2) алгіт, який зустрічається в підводному вугіллі, наприклад, внутрішньогірських (intramontane) западинах (Вольф і Вольф-Фішер, 1984 р.; Гейгман і Вольф, 1989 р.);
- 3) кутит з товстостінних сероз, що зустрічаються, наприклад, у западині «Саар» (Saar Basin).